# Топса
То́пса — деревня в Виноградовском районе Архангельской области России. Входит в состав Рочегодского сельского поселения.

## География
Топса состоит из деревень: Клыковская, Нижняя Топса, Никитинская, Сергеевская (Савино), Сергеевская (Агафоновская), собственно Топса (Жеребцовская), Тугаринская.
Топса расположена в среднем течении Северной Двины, в устье реки Топса, напротив неё находится остров Савинский Песок. От остановочного пункта Троица (у Серполья) до Архангельска по реке — 364 км, до Березника — 58 километров. Ниже Топсы по течению Северной Двины располагаются деревня Кургомень и посёлок Рочегда, а выше — деревня Сергеевская (Троица) и посёлок Сельменьга.
Через Топсу проходит автотрасса Усть-Ваеньга — Осиново — Шиленьга — Корбала — Ростовское — Конецгорье — Рочегда — Кургомень — Топса — Сергеевская — Сельменьга — Борок — Фалюки.

## История
Топса — древнее село, известное как новгородское владение Топецкая боярщина. Топецкая боярщина была частью владений новгородской посадницы Марфы Борецкой (1471—1478). Затем Топса входила в состав Подвинского стана и Подвинской четверти (чети) — Подвинского четвертного правления в Важском уезде Архангелогородской губернии, затем в Шенкурской половине Важской доли Архангельской области Вологодского наместничества, затем в Шенкурском уезде Архангельской губернии (наместничества). До 1797 года — в ведении Московского приказа Большого дворца, а с 1797 года, когда был создан Кургоминский удельный приказ, в Департаменте уделов Министерства императорского двора). Топса была одним из центров Борецкой росписи.
В 1918—1919 годах Топса была занята союзными войсками интервентов. Здесь, в ночь с 6 на 7 июля 1919 года, вспыхнул мятеж в районе Топса-Троица в первом батальоне Дайеровского полка, сформированном при личном участии Айронсайда из пленных красноармейцев и заключённых губернской тюрьмы. 7 июля 1919 года в районе деревни Малый Плёс Кургоминской волости, недалеко от Топсы попал в плен, а 8 июля был расстрелян красный комиссар Григорий Самодед.
По переписи 1920 года в Топецком обществе проживало 786 человек, а в Нижне-Топецком обществе Топецкой волости проживал 841 человек. 
С 2004 года по 2021 год Топса находилась в Рочегодском сельском поселении.

## Население
| 2002 | 2010 | 2012 |
| ---- | ---- | ---- |
| 380  | ↘288 | ↘243 |

## Этимология
Считается, что Топса значит — топкие места, болота. Место высылки провинившихся и царских ослушников.

## Карты
- Топса на Wikimapia
- Топса. Публичная кадастровая карта